# Харківський навчальний округ
Ха́рківський навчальний округ був створений у 1803 році серед перших шести навчальних округів Російської імперії. Датою створення округу вважається 24 січня 1803 року, коли були прийняті «Зразкові правила народної освіти». Центральною установою навчального округу став Харківський університет, заснований у 1804 році. Офіційним друкованим виданням округу був «Циркуляр Харківського навчального округу», що видавався з 1916 року.

## Склад округи
Протягом XIX століття територіальний склад округу неодноразово змінювався. З 1824 по 1833 рік до складу округу входила Астраханська губернія, з 1831 по 1832 рік — Волинська губернія і Подільська губернія. До 1833 року до складу округу входила Катеринославська губернія, до 1839 — Полтавська і до 1832 — Таврійська, Херсонська та Чернігівська. 
Київська губернія входила до складу округу з 1818 до 1832 року. 
Орловська губернія входила до складу округу до 1824 року, а з 1833 і до 1877 року знову була у складі округу. 
З 1824 до 1831 року до складу округу входили Бессарабська, Грузинська та Імеретинська області. 
Кавказька область була у складі округу з 1824 по 1846 рік. 
До 1846 року також входили до складу округу землі Донських і Чорноморських козаків. У 1830 році до складу округу було включено Одеське градоначальництво, а у 1887 — Таганрозьке.
Станом на 1913 рік у складі округу були: Воронізька, Курська, Пензенська, Тамбовська, Харківська губернії та Область Війська Донського. Округ було розформовано у 1918 році.

## Куратори
- С. А. Потоцький (1803-1817)
- З. Я. Корнєєв (Карнєєв) (1817-1822)
- Е. В. Карнєєв (1822-1825)
- А. А. Перовський (1825-1830)
- М. Ю. Вієльгорський (і. О. В 1827)
- В. І. Філатов (1830—1834)
- Ю. А. Головкін (1834—1846) [3]
- М. А. Долгоруков (в. о. у 1846—1847)
- С. О. Кокошкін (в. о. 1847—1855)
- Г. А. Катаказі (1855—1856)
- П. В. Зінов'єв (1856—1860)
- Д. С. Лєвшин (1860—1863)
- К. К. Фойгт (1863—1867)
- А. А. Воскресенський (1867—1875)
- П. К. Жерве (1875—1879)
- М. С. Максимовський (1879—1885)
- М. П. Воронцов-Вельямінов (1885—1896)
- І. П. Хрущов (1896—1899)
- В. К. Анреп (1899—1901)
- М. М. Алексєєнко (1901—1906)
- С. О. Раєвський (1906—1908)
- П. Є. Соколовський [4] (1908—1915)
- О. Л. Корольков (1915—1917)
- І. А. Красуський (у 1917 за Тимчасовому уряді).

## Статистика
Станом на 1915 рік у складі Харківського навчального округу налічувалося 11 324 заклади усіх типів, у яких навчалося в цілому 939 266 учнів, в тому числі початкових шкіл 10 691 з числом учнів 835 711. За розподілом на адміністративно-територіальні складові округу: 
- Воронізька губернія: навчальних закладів — 2 444, учнів — 218 442.
- Донська губернія: навчальних закладів — 2 472, учнів — 185 910.
- Курська губернія: навчальних закладів — 2 671, учнів — 183 492.
- Пензенська губернія: навчальних закладів — 1 125, учнів — 97 859.
- Тамбовська губернія: навчальних закладів — 945, учнів — 82 266.
- Харківська губернія: навчальних закладів — 1 667, учнів — 171 297.

Розподіл учнів за типами навчальних закладів (в чисельнику — кількість учнів, у знаменнику — кількість навчальних закладів). 
| Тип закладу                                                  | 1             | 2             | 3             | 4            | 5          | 6             |
| ------------------------------------------------------------ | ------------- | ------------- | ------------- | ------------ | ---------- | ------------- |
| Вищі навчальні заклади                                       |               |               |               |              |            |               |
| Медичні                                                      |               |               |               |              |            | 2,318 2       |
| Землеробні                                                   | 101 1         |               |               |              |            |               |
| Технічні                                                     |               | 834 1         |               |              |            | 1,455 1       |
| Середні навчальні заклади                                    |               |               |               |              |            |               |
| Гімназії, прогімназії, інститути та ліцеї                    | 9,420 25      | 6,682 20      | 9,575 25      | 5,070 15     | 5,663 15   | 15,382 54     |
| Реальні училища                                              | 1,257 4       | 2,350 8       | 1,860 7       | 523 2        | 915 2      | 2,420 9       |
| Духовні                                                      | 2,550 7       | 1,884 5       | 2,166 10      | 1,450 5      | 2,189 6    |               |
| Педагогічні                                                  | 689 13        | 747 11        | 207 3         | 1,772 19     | 198 1      | 960 2         |
| Медичні                                                      | 351 3         | 113 1         | 114 1         | 146 2        |            | 51 1          |
| Військові                                                    | 544 1         | 609 2         |               |              |            |               |
| Морські                                                      |               | 91 2          |               |              |            |               |
| Лісничі й сільськогосподарські                               | 402 6         | 471 9         | 341 9         | 405 6        |            | ? 1           |
| Технічні та ремісничі                                        | 776 11        | 1,163 15      | 494 14        | 154 3        |            | 92 14         |
| Комерційні, торгівельні та промислові                        | 561 4         | 1,081 5       | 348 3         |              | 385 1      |               |
| Художні                                                      | 613 4         |               | 95 2          | 296 1        |            |               |
| Межові, таксаторські й топографічні                          |               | 140 1         | 179 1         | 177 1        |            |               |
| Професійні                                                   | 37 1          |               | 184 4         | 84 1         |            |               |
| Приватні Навчальні заклади та при церквах іноземних вірувань | 2,970 49      | 2,002 58      | 482 9         | 1,002 9      | 2,831 45   | ? 57          |
| Інші навчальні заклади                                       |               |               |               |              |            |               |
| Училища сліпих та глухонімих                                 | 71 1          |               |               |              |            |               |
| Початкові навчальні заклади                                  |               |               |               |              |            |               |
| Нижчі                                                        | 198,100 2,314 | 167,670 2,333 | 167,447 2,583 | 86,780 1,061 | 70,085 875 | 145,629 1,525 |

Примітка. Цифрами у шпальтах таблиці позначені адміністративно-територіальні складові навчального округу: 
- 1 — Воронізька губернія
- 2 — Донська губернія
- 3 — Курська губернія
- 4 — Пензенська губернія
- 5 — Тамбовська губернія
- 6 — Харківська губернія